# Персонажи мультсериала «Чип и Дейл спешат на помощь»

Слева направо: Чип, Дейл, Рокфор, Вжик и Гайка

В перечисленном ниже списке представлены персонажи мультсериала «Чип и Дейл спешат на помощь».

## Положительные

### Команда Спасателей

#### Чип
Чип (англ. Chip) — бурундук, неформальный лидер команды Спасателей. Одет в коричневую фетровую шляпу и такого же цвета «лётную» куртку с меховым воротником. Самый ответственный и рассудительный из команды Спасателей, считающий своим долгом помочь любому, попавшему в беду. В свободное время увлекается чтением различных детективов, в частности, произведений о сыщике Шерлоке Джонсе (пародия на Шерлока Холмса и Индиану Джонса). Его единственной любовью является мышь Гайка, тоже член отряда Спасателей. Какие-либо сведения о семье или родственниках отсутствуют. Появляется во всех без исключения сериях мультсериала. В оригинальной английской версии озвучен Тресс Макнилл.

#### Дейл
Дейл (англ. Dale) — бурундук, член команды Спасателей. Одет в красную гавайскую рубашку с жёлтыми узорами; также у него красный нос, выступающие передние зубы и хохолок на голове. Самый весёлый и бесшабашный Спасатель — он обожает читать комиксы, играть в видеоигры при помощи игровой приставки, смотреть фильмы (особенно ужасы, боевики про суперагента Дерка Суава (пародия на Джеймса Бонда) и фантастику, воспринимая их слишком серьёзно), и в то же время ненавидит такие скучные обязанности, как уборка комнаты. Из-за его легкомысленности Спасатели часто попадают в неприятности. Часто ссорится и даже вступает в драки с Чипом, но затем они всегда мирятся. Так же, как и Чип, безответно влюблён в мышь Гайку, с самого момента встречи с ней. Какие-либо сведения о семье или родственниках отсутствуют. Появляется во всех без исключения сериях мультсериала. В оригинальной английской версии озвучен Кори Бертоном.

#### Рокфор[2]
Рокфо́р, также Ро́кки (англ. Monterey Jack, Monty) — австралийский мышонок, член отряда Спасателей. Одевается в серый плащ, зелёный свитер и носит лётный шлем на голове. Также одной из отличительных его примет являются большие рыжие усы. До встречи со Спасателями Рокки жил в сундуке, который находился в трюме корабля, но затем случайно оказался выброшенным в море. Рокфор имеет слабость к сыру — как только он чувствует его запах, он впадает в транс и непреодолимо тянется к нему. С другой стороны, возможно, благодаря этой тяге к сыру Рокфор стал отличным поваром, готовящим пищу для всех членов отряда, его любимым блюдом является сырная похлёбка. Рокки самый сильный (физически) член отряда. До встречи со Спасателями Рокки много путешествовал вместе со своим другом — мухой Вжиком. На досуге он любит рассказывать о своих приключениях. Его характер мягкий, но иногда раздражительный. Единственный страх Рокфора — коты. Известны родители Рокки — его отец Чарли Чедер и мать Кэтти Камамбер — такие же отчаянные путешественники, как и он сам — появляются в нескольких сериях, играя в них ключевую роль. Единственная любовь — французская мышь Дезире де Люре, которая использовала Рокки в преступных целях. Рокфор был лично знаком с мышью-лётчиком Гиго, который разбился на своём самолёте и погиб, а также с его дочерью Гайкой, с которой он познакомил Чипа и Дейла и к которой он относится, как к дочери. Появлялся во всех сериях, за исключением серии «Похищенный рубин» (40-я серия). В оригинальной английской версии озвучен Джимом Каммингсом и Питером Калленом.

#### Гайка
Гайка (англ. Gadget Hackwrench) — мышь; она пилот, изобретатель и механик отряда Спасателей. Обычно одевается в фиолетовый комбинезон и носит очки-«консервы». Её длинные волосы в различных сериях меняют цвет от золотистого до рыжего. Она — единственный Спасатель женского пола, в неё безответно влюблены Чип и Дейл. Гайка отвечает за техническое обеспечение спасателей: из всякого мусора она может мастерить различные транспортные средства, оружие (чаще всего пользуется арбалетом, который сделан из карандаша и расчёски и стреляет вантузом) и множество других полезных вещей. Знаменитый самолёт Спасателей сделан руками Гайки из пластиковой бутылки и воздушного шара. Из родственников известен только её покойный отец Гиго по прозвищу Гаечный Ключ — лётчик-испытатель и старый друг Рокки, который и познакомил Спасателей с ней. В свободное от своих изобретений время Гайка увлекается коллекционированием различных шарниров. В одной из серий Спасатели во время своего отдыха встречают точного двойника Гайки — мышь Лавайни, которая по характеру является полной её противоположностью.
Гайка появляется во всех сериях, кроме «Похищенный рубин» (40-я серия) и «Как мы встретились с Рокфором» (41-я серия). В оригинальной английской версии озвучена Тресс Макнилл.
После выхода сериала в России его герои стали широко известны, но только Гайка стала объектом особого интереса. Были созданы посвящённые персонально ей сайты и сообщества, она является номинантом и победителем ряда опросов общественного мнения. Согласно мнению психолога Анны Степновой, популярность Гайки объясняется тем, что она выполняет грязную и тяжёлую работу, при этом оставляя все лавры амбициозным мужчинам. Другая сторона её привлекательности заключается в выносливости и в то же время хрупкости. Также её признали одной из самых знаменитых мышей по версии «МК-Бульвара».
Оригинальное имя Гайки Gadget Hackwrench, в котором Gadget, по сути, так и переводится, как «гаджет», но, поскольку это слово в Советском Союзе было тогда почти неизвестно, то его заменили на Гайка, так как вторая часть имени Hackwrench дословно переводится, как «гаечный ключ для взлома».
После окончания сюжетной линии мультсериала вышла замуж за Вжика и родила ему детей (в полнометражном фильме).

#### Вжик
Вжик (англ. Zipper, Fly) — зелёная муха, член отряда Спасателей. Из одежды на нём есть лишь красная футболка. Вжик самый маленький из Спасателей и единственный, кто умеет летать, поэтому его значение в команде трудно переоценить. Его маленькие размеры позволяют ему незаметно шпионить и открывать замки. Впрочем, в одной серии он становился огромным. Вжик почти не разговаривает, его речь заменяет жужжание (хотя в английской версии он иногда произносил фразы вроде «I’m OK» и «Yes, sir!»). До встречи с Чипом и Дейлом Вжик путешествовал вместе с Рокфором в его сундуке. В сериале ни разу не рассказывается, как они встретились. В одной из серий был влюблён в Королеву пчёл Архивная копия от 20 ноября 2009 на Wayback Machine. Какие-либо сведения о семье или родственниках отсутствуют. Появлялся во всех сериях, за исключением серии «Похищенный рубин» (40-я серия). В оригинальной английской версии озвучен Кори Бертоном.
После окончания сериала женился на Гаечке, с которой у них родились дети (из полнометражного фильма) . 

### Полицейские

#### Сержант Спинелли
Детектив местного отделения полиции, куда обычно заглядывали Спасатели в поисках подходящих для себя дел. Не исключено и потому, что Спинелли любил сырные блюда. Работал в отделе, предположительно занимающимся расследованиями различного рода краж и похищений. Также в задачи его подчинённых входило и патрулирование города. Под его началом находились: Росс, Малдун и Керби. Имена остальных полицейских участка неизвестны. Характер у Спинелли забывчивый, неразумный. Его полное имя Джейк Рокслер Спинелли.

#### Малдун
Худощавый рыжий полицейский, напарник Керби. Зачастую неуклюж и в паре с Керби попадает в неприятности, за что получает выговоры от Спинелли.

#### Керби
Весьма крупный мужчина, полицейский-афроамериканец, напарник Малдуна. От своего коллеги отличается большей решительностью, однако зачастую вместе с ним попадает в неприятности.

#### Дональд Дрейк
Хозяин пса Платона, детектив предпенсионного возраста, 40 лет отработал в полиции, снискав уважение коллег. Был подставлен главарем преступного мира Клордейном, в цикле серий, посвященном пропаже рубина. Но благодаря действиям спасателей вернул своё доброе имя.

#### Платон
Верный пес-бульдог Дрейка. В цикле серий, посвященном пропаже рубина, выступал «консультантом» Чипа и Дейла, по сути инициировал объединение Спасателей в команду. 

## Отрицательные

### Банда Толстопуза

#### Толстопуз
Толстопуз — кот, принадлежавший ранее Алдрину Клордейну, главе организованной преступности Нью-Йорка. После того как Алдрин надолго угодил за решетку за попытку украсть Всемирный золотой запас (в это время и образовалась команда Спасателей, сорвавших план Клордейна), Толстопуз оказался предоставлен сам себе. Он занял бывшую базу Клордейна, завод по производству консервов «Happy Tom». На крыше этого завода установлена огромная статуя кошки, в которой находится казино Толстопуза и его штаб.
Толстопуз — амбициозный преступник с напускными манерами, организатор банды, в которую входят также Бородавка, Меппс, Крот и Сопатка. Все они беспрекословно подчиняются лидеру, который обычно лишь планирует операции и наблюдает за их исполнением. В первую очередь Толстопуз старается разбогатеть (очевидно, доходов от казино ему мало), так как он обожает роскошь («Хочу я все по высшему разряду…»). Ещё он не против устроить какую-нибудь гадость собакам, которых просто ненавидит. Так, например, он пытался очернить образ собаки-героя Флэша, хотя не имел с этого никакой выгоды. Также у него есть ещё одна цель: отомстить Спасателям за срыв его планов.

#### Меппс
Меппс — очень худой уличный кот с рыжей шерстью. Судя по рваному уху и вечно перевязанному хвосту, у Меппса было боевое прошлое.
Умом он не блещет, но сильно от этого не страдает, предпочитая отдавать мыслительную работу боссу. Конкурирует с Бородавкой за право быть «правой рукой» Толстопуза. Кроме того, Меппс присматривает за казино, выполняя некие, доступные его мозгам обязанности. В оригинальной версии озвучивает Питер Каллен.

#### Крот
Как и остальные сообщники, не блещет умом, а кроме того, как и положено кроту, страдает ослабленным зрением. Служит объектом постоянных насмешек со стороны босса и напарников. Пользуясь наивностью Крота, сотоварищи частенько сваливают на него вину за свои неудачи. Впрочем, Крот никогда на них за это не обижается. Да и наказания Толстопуза, несмотря на внушающие страх обещания, как правило, ограничиваются подзатыльником или тычком кулака. В банде его роль сводится к передаче сообщений, персонального повара Толстопуза, а также иногда к роли грузчика. Откровенным злодеем его назвать нельзя, а иногда он даже не понимает что, собственно, происходит, как в случае с золотыми кирпичами.

#### Бородавка
Самец ящерицы, самый умный в команде, иногда даже смеет интересоваться деталями очередного плана хозяина. А Толстопуз, если решит, что это необходимо, снисходит до разъяснений.
В отличие от остальных, довольно хорошо одевается, хотя, конечно, не так хорошо, как его хозяин. Ведёт постоянную борьбу с Меппсом за то, чтобы быть «правой рукой» Толстопуза.

#### Сопатка
Сопатка — самец крысы, по всей видимости, присоединившийся к банде позже остальных, потому что мы не видим его в нескольких сериях про толстого кота. Включая «Похищенный рубин», где сформировалась команда Спасателей.
Одевается он обычно в синюю кепку и лёгкую безрукавку. Толстопуз использует его, как правило, в качестве мускульной силы (погрузить что-то, передвинуть, в качестве рикши и т. д.). 

### Профессор Нимнул
Нортон Нимнул — сумасшедший учёный. Человек, способный разозлиться на весь мир за то, что его изобретение отказалось работать на презентации. Эти изобретения могли бы послужить людям, если бы не были предназначены для разрушения. Кроме того, у Нимнула непреодолимая тяга к деньгам («У меня все дела — денежные!») и все его усилия сводятся к добыче денег с помощью своих изобретений.
Нимнул — второй по важности враг Спасателей. И, несмотря на своё сумасшествие, является ничуть не менее грозным противником, чем Толстопуз (а в одной из серий они даже действовали совместно).
За время противостояния со Спасателями, профессор сменил как минимум три лаборатории, которые были разгромлены не без помощи команды. Но всегда, даже в сараях, он пользуется новейшими приборами и изобретениями.
У Нортона Нимнула есть два любимых занятия — грабить банки и пытаться разрушить город. Для этого он конструирует самые невероятные устройства.
Впервые команда Спасателей столкнулась с ним, когда он работал на Клордейна. Остается вопросом, почему полиция ни разу не заинтересовалась огромным куполом на вершине холма за городом.
Кстати, Нимнул явно неравнодушен к разного рода механическим манипуляторам, и применяет их постоянно. Кроме того, он всегда носит с собой пульт дистанционного управления различным оборудованием.
Профессор Нимнул обычно не особо продумывает планы на случай неудачи — очевидно, он не допускает даже мысли о том, что его гениальный план может провалиться. В итоге, когда что-то идет не так, Нимнул начинает паниковать и совершает глупые ошибки. Возможно также, что именно поэтому он никогда не пытается улучшить свои изобретения или повторить попытку их использования — ведь эти устройства напоминают ему о его предыдущих поражениях.
Известно, что у Нимнула есть племянник Норми, что означает что у него есть как минимум один брат или сестра.

### Злодеи, которые появились один раз

#### Дезире де Люре
Красавица-мышка, француженка, красится, носит фиолетовое платье и серое пальто. Давняя любовь Рокфора, который, как только почует запах её духов, теряет голову. Глава банды, в которой работает Эрол, который увёл её в неизвестном направлении из-за того, что тот опоздал в церковь из-за тяги к сыру. Совершила несколько злодеяний в отношении спасателей, всю жизнь держала Рокки за дурачка. Но спасатели подставили её так, что она очутилась на холодном севере у Канадского Бобра вместо палисандрового антикварного кресла. Главная антагонистка серии «Сила любви».

#### Лавайни
Двойник Гайки, по виду похожа на нее, но характер отвратительный. Мечтала стать Первой королевой поселения мышей. Для этого ей надо было в течение ночи пройти три смертельно опасных испытания, но она обманным путём заставила их пройти Гайку. Та их, благодаря своим изобретениям, успешно прошла, но Лавайни потребовала короновать себя вместо Гайки, в противном случае грозила уничтожить всю деревню, открыв вентиль газовой трубы на полную мощность. В итоге осталась ни с чем. Главная антагонистка серии «Гайка на Гавайях».

#### Эль Эменопио
Главный антагонист серии «Когда все мыши замерли от страха». Огромный боевой бык, самый большой и самый злой во всей Испании. Глаза его всегда налиты кровью, в носу он носит кольцо, а его рога, как и положено боевому быку, остро отточены. Является единственным быком, не приглашённым на главный праздник — День бегущих быков — отчего был страшно разгневан и начал крушить всё подряд. Является опасным противником практически для всех персонажей серии. Первый раз был невольно побеждён Рокфором: он добыл большой кусок сыра и, увидев Эль Эменопио, пустился бежать. Бык поскользнулся на куске сыра, а мыши, которых он держал в страхе, приняли его за великого героя и прозвали «Великий Рокки». Второй раз был побеждён уже командой спасателей: Гайка смастерила механического матадора и тот в борьбе забросил Эль Эменопио на колокол колокольни и развалился. Каким-то образом Эль Эменопио спустился с колокольни на землю и теперь уже сам Рокки дал ему такого щелчка по носу, отчего тот упал без сознания.

#### Уинифред
Ведьма, главная антагонистка серии "Мой друг - летучая мышь". Эгоистичная, любит издеваться и оскорблять других. Она одна из немногих персонажей-людей, которая без проблем могла разговаривать с животными. Имеет помощников: удава Бат (англ. Bud), паука Лу (англ. Lou) и летучую мышь Фоксглав (англ. Foxglove); последняя потом переходит на сторону Спасателей. Использует пылесос, как транспорт. Не любит когда её называют Фредди. В сериале она использует помощников, чтобы те смогли достать для неё ингредиенты чтобы ведьма стала сильнее, но их останавливают Спасатели.

## Эпизодические
Тамми (англ. Tammy) — старшая сестра Бинк, белочка. Имеет рыжие волосы, чёлку и косичку. Считает себя совсем взрослой, способной позаботиться о Бинк, и сильно обижается, когда её назвали ребёнком. Симпатизирует Чипу, ревнуя его к Гайке. Появляется в серии «Как мы нянчились с бельчатами».
Бинк (англ. Bink) — белочка, младшая сестрёнка Тамми, несмышлёная, любит покушать. Появляется вместе с ней в серии «Как мы нянчились с бельчатами».
Фоксглав (англ. Foxglove) — Летучая мышь, в начале имела низкую самооценку. Раньше помогала ведьме Уинифред. Впервые встретилась со спасателями, когда они висели над землёй и вот-вот могли упасть. После их спасения она влюбилась в Дейла. Сначала Фоксглав была нейтральна в сражении Уинифред против команды спасателей. Но она перешла на сторону спасателей после того, как Уинифред превратила Дейла в лягушку (несмотря на обещание не трогать их), а после этого хотела превратить его в медузу. Появилась в серии "Мой друг - летучая мышь". В конце этой серии она учила Дейла летать на дельтаплане.
МакДаф (англ. McDuff) — пёс, живущий в поместье лорда Говарда Баскервиля, пытается найти его завещание, чтобы замком незаконно не завладел старший сын лорд Гай. Появляется в серии «Завещание сэра Баскервиля».
Псина ла Фур (англ. Canina La Fur) — пуделиха, прославленная актриса, рекламирующая собачью еду. Карьеристка. Появляется в сериях «Загнанных собак меняют?» и «Туфли и айсберги».
Спарки (англ. Sparky) — лабораторная крыса, которого использовал Нимнул для грабежа. Вызвал интерес Гайки, из-за чего Чип и Дейл ревновали её к нему. Интеллигентен, умён, разбирается в механике не хуже Гайки. Узнав, что Нимнул использовал во зло науку, оставил его. Появляется в серии «Знаете ли вы теорию Павлова?».
Француз (англ. Frenchy) — пёс, предводитель группы собачьего подполья, освобождающей собак из тюрьм. Патриотично относится к своей стране Франции, говорит с акцентом.
Будет (англ. K.Sera) — пёс, напарник Француза. Произносит в ответ на всё одно только слово «будет».
Кассандра (англ. Cassandra) — бабочка-гадалка, внешне напоминающая цыганку. Вызывает доверие Рокфора, являясь его давней знакомой. Предсказывает гибель Чипу в серии «Не искушай судьбу».
Дон Киход (англ. Don Quijole) — мышь, являющейся отсылкой на известного персонажа Мигеля де Сервантеса. Старый знакомый Рокфора, имеющий некоторые черты манеры речи своего литературного аналога. Появляется в серии «Когда все мыши замерли от страха».
Клайд Косгроув (англ. Clyde Cosgrove) — изобретатель, высокий рыжий мужчина. Стал суеверным вследствие большого количества неудач. Появляется в серии «Не везёт, так не везёт».
Дзинь (англ. Bazz) — морская свинка, друг Спарки, также использовавшейся Нимнулом для грабежа. Одновременный с ним дебют в серии «Знаете ли вы теорию Павлова?».
Сэр Колби (англ. Sir Colby) — призрак одного из предков Рокфора, обречённый бродить по лондонскому Тауэру из-за своей трусости. Не может никого напугать, отчего отчаялся. С помощью Рокфора побеждает свою трусость и становится свободен. Появляется в серии «Призрак удачи».